# Asticta sexlinea
Asticta sexlinea är en fjärilsart som beskrevs av Walker 1865. Asticta sexlinea ingår i släktet Asticta och familjen nattflyn. Inga underarter finns listade i Catalogue of Life.